# Santa Lucia (bài hát)
Santa Lucia (tiếng Ý: [ˈsanta luˈtʃiːa]) là một bài hát tiếng Napoli. Được sáng tác vào năm 1849 bởi Teodoro Cottrau. Đây là bài hát tiếng Napoli đầu tiên được dịch sang tiếng Ý.

## Lời

### Tiếng Napoli
Comme se frícceca

la luna chiena!

lo mare ride,

ll'aria è serena...

Vuje che facite

'mmiezo a la via?

Santa Lucia,

Santa Lucia!

(Lặp lại 2 lần)

Stu viento frisco

fa risciatare:

chi vo' spassarse

jenno pe mmare?

È pronta e lesta

la varca mia

Santa Lucia,

Santa Lucia! 

(Lặp lại 2 lần)

La tènna è posta

pe' fa' 'na cena;

e quanno stace

la panza chiena

non c'è la mínema

melanconia.

Santa Lucia,

Santa Lucia!

(Lặp lại 2 lần)
Pozzo accostare la varca mia

Santa Lucia, Santa Lucia!

### Tiếng Ý
| Tiếng Ý | Tiếng Anh |
| --- | --- |
| Sul mare luccica l'astro d'argento. Placida è l'onda, prospero è il vento. Sul mare luccica l'astro d'argento. Placida è l'onda, prospero è il vento. Venite all'agile barchetta mia, Santa Lucia! Santa Lucia! Venite all'agile barchetta mia, Santa Lucia! Santa Lucia! Con questo zeffiro, così soave, Oh, com'è bello star sulla nave! Con questo zeffiro, così soave, Oh, com'è bello star sulla nave! Su passeggeri, venite via! Santa Lucia! Santa Lucia! Su passeggeri, venite via! Santa Lucia! Santa Lucia! In fra le tende, bandir la cena In una sera così serena, In fra le tende, bandir la cena In una sera così serena, Chi non dimanda, chi non desia. Santa Lucia! Santa Lucia! Chi non dimanda, chi non desia. Santa Lucia! Santa Lucia! Mare sì placida, vento sì caro, Scordar fa i triboli al marinaro, Mare sì placido, vento sì caro, Scordar fa i triboli al marinaro, E va gridando con allegria, Santa Lucia! Santa Lucia! E va gridando con allegria, Santa Lucia! Santa Lucia! O dolce Napoli, o suol beato, Ove sorridere volle il creato, O dolce Napoli, o suol beato, Ove sorridere volle il creato, Tu sei l'impero dell'armonia, Santa Lucia! Santa Lucia! Tu sei l'impero dell'armonia, Santa Lucia! Santa Lucia! Or che tardate? Bella è la sera. Spira un'auretta fresca e leggera. Or che tardate? Bella è la sera. Spira un'auretta fresca e leggera. Venite all'agile barchetta mia, Santa Lucia! Santa —Lucia! Venite all'agile barchetta mia, Santa Lucia! Santa Lucia! | On the sea glitters the silver star Gentle the waves, favorable the winds. On the sea glitters the silver star Gentle the waves, favorable the winds. Come into my nimble little boat, Saint Lucy! Saint Lucy! Come into my nimble little boat, Saint Lucy! Saint Lucy! With this breeze, so gentle, Oh, how beautiful to be on the ship! With this breeze, so gentle, Oh, how beautiful to be on the ship! Come aboard passengers, come on! Saint Lucy! Saint Lucy! Come aboard passengers, come on! Saint Lucy! Saint Lucy! Inside the tents, putting aside supper On such a quiet evening, Inside the tents, putting aside supper On such a quiet evening, Who wouldn't demand, who wouldn't desire? Saint Lucy! Saint Lucy! Who wouldn't demand, who wouldn't desire? Saint Lucy! Saint Lucy! Sea so calm, the wind so dear, Forget what makes trouble for the sailor, Sea so calm, the wind so dear, Forget what makes trouble for the sailor, And go shout with merriment, Saint Lucy! Saint Lucy! And go shout with merriment, Saint Lucy! Saint Lucy! O sweet Naples, O blessed soil, Where to smile desired its creation, O sweet Naples, upon blessed soil, Where to smile desired its creation, You are the kingdom of harmony, Saint Lucy! Saint Lucy! You are the kingdom of harmony, Saint Lucy! Saint Lucy! Now to linger? The evening is beautiful. A little breeze blows fresh and light. Now to linger? The evening is beautiful. A little breeze blows fresh and light. Come into my nimble little boat, Saint Lucy! Saint Lucy! Come into my nimble little boat, Saint Lucy! Saint Lucy! |

### Tiếng Anh
Now 'neath the silver moon Ocean is glowing,

O'er the calm billows, soft winds are blowing.

Here balmy breezes blow, pure joys invite us,

And as we gently row, all things delight us.

Chorus:

Hark, how the sailor's cry joyously echoes nigh:

Santa Lucia, Santa Lucia!

Home of fair Poesy, realm of pure harmony,

Santa Lucia, Santa Lucia!

When o'er the waters light winds are playing,

Thy spell can soothe us, all care allaying.

To thee sweet Napoli, what charms are given,

Where smiles creation, toil blest by heaven.

## liên kết ngoài
- "Santa Lucia" do Enrico Caruso hát
- Bản nhạc miễn phí "Santa Lucia" cho piano
- Thư viện miền công cộng hợp xướng